# Campylocentrum neglectum
Campylocentrum neglectum  é uma espécie de orquídea, família Orchidaceae, que existe no Brasil, Bolívia, Paraguai e Argentina. Trata-se de planta epífita, monopodial, com caule alongado, cujas inflorescências brotam do nódulo do caule oposto à base da folha. As flores são minúsculas, brancas, de sépalas e pétalas livres, e nectário de cor rosada na parte de trás do labelo. Pertence à secção de espécies de Campylocentrum com folhas planas e ovário pubescente ou verrucoso, com nectário longo de ápice arredondado.

## Publicação e sinônimos
- Campylocentrum neglectum (Rchb.f. & Warm.) Cogn., Bull. Herb. Boissier, II, 1: 425 (1901).

Sinônimos homotípicos:
- Aeranthes neglecta Rchb.f. & Warm. in H.G.Reichenbach, Otia Bot. Hamburg.: 91 (1881).

Sinônimos heterotípicos:
- Campylocentrum neglectum var. angustifolium Cogn. in C.F.P.von Martius & auct. suc. (eds.), Fl. Bras. 3(6): 508 (1906).

## Histórico
Reichenbach e Warming publicaram esta espécie em 1881. Cogniaux compara esta espécie ao Campylocentrum micranthum pois ambos apresentam folhas espessas, planas, com ápice formado por dois lóbulos desiguais, inflorescências muito mais curtas que as flores; e sépalas laterais do mesmo comprimento que os respectivos nectários; e estabelece as diferenças no formato do labelo, trilobulado no C. micranthum, inteiro no C. neglectum, e no formato do nectário, clavado no primeiro e cilíndrico no segundo. Infelizmente Pabst pouco acrescenta às informações pois seu desenhos não são conclusivos, agrupa esta espécie com outras sete que correspondem à descrição citada na introdução acima. Existe em todos os estados da região sul e em São Paulo, Minas Gerais, Mato Grosso e Goias.